# Friedrichshafen D.I
Il Friedrichshafen D.I, designazione aziendale Friedrichshafen FF 46, fu un aereo da caccia monomotore, monoposto e biplano, sviluppato dall'azienda tedesco imperiale Flugzeugbau Friedrichshafen GmbH negli anni dieci del XX secolo e rimasto allo stadio di prototipo.
Variante terrestre dell'idrocaccia Friedrichshafen FF 43, fu tra i modelli proposti all'Idflieg per equipaggiare i reparti della Luftstreitkräfte, la componente aerea del Deutsches Heer (l'esercito imperiale tedesco), durante la prima guerra mondiale, tuttavia non venne selezionato per la produzione in serie ed il progetto venne abbandonato.

## Storia del progetto
Durante le prime fasi della prima guerra mondiale, il rapido sviluppo dell'industria aeronautica consentì il costante adeguamento della flotta aerea delle varie nazioni impegnate nel conflitto. L'Idflieg (Inspektion der Fliegertruppen - Ispettorato delle truppe di volo), organo deputato alla gestione dell'aeronautica militare dell'Impero tedesco, emise a tal proposito una serie di specifiche atte ad ottenere velivoli dalle prestazioni sempre migliori, adeguate alle nuove esigenze belliche, da destinare ai reparti della Luftstreitkräfte.
La Flugzeugbau Friedrichshafen, dopo aver realizzato l'FF 43, idrovolante da caccia proposto senza successo alla Kaiserliche Marine, la marina militare tedesco imperiale, decise di riproporre il modello all'Idflieg modificandolo per le diverse esigenze, L'ufficio tecnico dell'azienda intervenne marginalmente sulla cellula del progetto originale, essenzialmente rimuovendo la struttura tubolare che collegava i due galleggianti e installando al suo posto un semplice carrello d'atterraggio fisso, con la configurazione classica del periodo, assale rigido ruotato anteriore più pattino d'appoggio sotto la coda. Per il resto il velivolo, che venne identificato dall'azienda con la sigla FF 46, manteneva lo stesso motore, il Mercedes D.III 6 cilindri in linea raffreddato a liquido da 160 PS (118 kW), e il medesimo armamento offensivo basato su una coppia di mitragliatrici MG 08/15 calibro 7,92 mm camerate per il munizionamento 7,92 × 57 mm Mauser, dotazione standard dei pari ruolo tedeschi del periodo, sparanti grazie ad un dispositivo di sincronizzazione attraverso il disco dell'elica. Sottoposto il progetto preliminare all'Idflieg nel settembre 1916, l'azienda ottenne una richiesta di fornitura per tre esemplari da avviare a prove di valutazione.
Il primo ed il secondo prototipo, pur mantenendo la medesima velatura biplana a scalamento positivo, differivano per la diversa soluzione nel collegamento centrale del piano alare superiore alla fusoliera, dove i montantini perpendicolari del primo vennero sostituiti con quelli divaricati nel secondo per consentire un migliore campo visivo al pilota, mentre i due piani alari erano collegati tra loro da un'unica coppia per lato di montanti interalari.
I due prototipi sostennero una serie di prove fino al 28 aprile 1917, rivelando però che i velivoli possedevano caratteristiche di volo e prestazioni inferiori a quelle dei caccia già in linea, di conseguenza non venne emesso alcun ordine di fornitura successivo ed il progetto venne abbandonato. Dell'utilizzo del terzo prototipo non si hanno notizie certe, né che sia stato mai effettivamente completato.

## Utilizzatori
Germania
- Luftstreitkräfte

solamente in prove di valutazione.